# Internationale School van Amsterdam

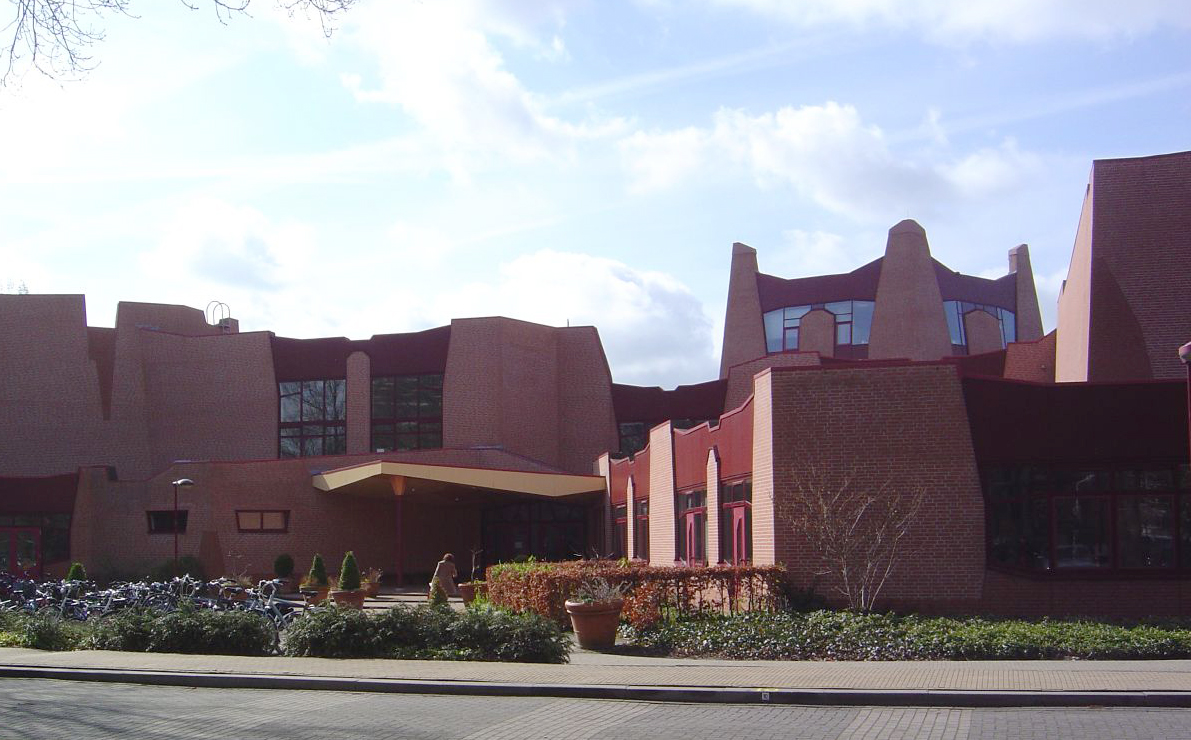
Internationale School van Amsterdam in Amstelveen

De Internationale School van Amsterdam is een particuliere school in Amstelveen die Engelstalig onderwijs aanbiedt voor de leeftijdsgroepen van 3 tot 19 jaar. De leerlingen bestaan voornamelijk uit kinderen van expats. De school valt daarom niet onder de 'normale' Nederlandse wetgeving in zoverre dat er geen Nederlands gesproken hoeft te worden. De school werd opgericht in 1964 en had in september 2019 bijna 1400 leerlingen. Ze komen vooral uit de Verenigde Staten, Japan, het Verenigd Koninkrijk, Nederland en de Scandinavische landen.

## Programma en doorstroming
De school biedt een International Baccalaureate-programma en staat onder toezicht van internationale organisaties die de kwaliteit bewaken.
Leerlingen kunnen doorstromen naar Engelstalige onderwijsprogramma's zoals die aan universiteiten geboden worden. Het diploma biedt ook toegang tot gerenommeerde universiteiten als Harvard of Cambridge. De Nederlandse overheid erkent het als gelijkwaardig aan een vwo-diploma.